# هنری ویلبرفورس کلارک
هنری ویلبرفورس کلارک (به انگلیسی:Henry Wilberforce Clarke؛ زادهٔ ۱۸۴۰ – درگذشتهٔ ۱۹۰۵) مترجم کتب ادبیات فارسی و آثار سعدی، حافظ، نظامی و شهاب‌الدین سهروردی بود. او افسر گروه مهندسان بنگال و نوه ویلیام استنلی کلارک، رئیس کمپانی هند شرقی هند بود.